# Sillago robusta
Sillago robusta är en fiskart som beskrevs av Stead, 1908. Sillago robusta ingår i släktet Sillago och familjen Sillaginidae. Inga underarter finns listade i Catalogue of Life.